# Louis Trichardt (ville)
Louis Trichardt (anciennement Trichardtsdorp) est une ville d'Afrique du Sud située dans la province du Limpopo au nord du vieux Transvaal, en bordure du pays venda qui s'élève à 800 m d'altitude. La ville fut également appelée Makhado de juin 2003 à mars 2007 et d'octobre 2012 à octobre 2014. 

## Secteurs géographiques
Louis Trichardt se divise en 9 secteurs géographiques : Eltivillas, Kutama Maximum Prison, Louis Trichardt Industrial Area, Louis Trichardt New Town, Louis Trichardt Park, Louis Trichardt, Louis Trichardt SP2, Old Town (la ville historique), Tshikota;
On y trouve une base aérienne de l'armée de l'air sud-africaine, la base aérienne de Makhado.

## Démographie
Selon le recensement de 2011, la commune de Louis Trichardt compte 25 360 résidents dont 72,72 % issus des communautés bantouphones (lesquels représentent 98,51% des 7 492 habitants du township de Tshikota). Les blancs représentent 20,02% des résidents de Louis Trichardt (et 44,94% des 7 139 habitants de la ville historique). La langue maternelle dominante est le Tshivenda (39,47%) suivi par l'Afrikaans (22,85%) et l’anglais (11,70%).

## Historique
Le premier homme blanc connu à explorer la région fut Coeraad de Buys en 1820, qui s'était marié avec une indigène nommée Linah. Ils succombèrent vraisemblablement à la malaria laissant derrière eux sept enfants dont son fils né d'une précédente union, Gabriël de Buys.
En 1835, Langhans (Hans) van Rensburg à la tête d'une colonne de 50 pionniers s'installa dans la région et en janvier 1836 se joignit au chef voortrekker Louis Trichardt avec qui il parcourut l'intérieur des terres et finit par atteindre le village de Soutpansbergdorp.
Louis Trichardt se lia d'amitié avec le chef venda, Rasetuu Ramabulana et le chef Mashau. Ramabulana donna à Trichardt un lopin de terres situées aux pieds du Soutpansberg en 1837 pour le remercier de l'avoir aidé à détrôner son frère, Ramavaaga, ce qui avait fait de Ramabulana le chef de l'ensemble de la tribu Nzelele. De son côté, van Rensburg ne s'attarda pas et repartit vers l'est où sa colonne de voortrekkers fut totalement décimée au bord du fleuve limpopo.
En 1838, Louis Trichardt, dont la colonne de pionniers était elle aussi décimée par le paludisme, quitta à son tour la région pour rejoindre la côte et la baie de Delagoa où il mourut de paludisme peu de temps après son arrivée.
En mai 1848, Hendrik Potgieter menait son Grand Trek jusque dans la région. Soutpansbergdorp devint un village plus important peuplé de 200 habitants et carrefour du trafic d'ivoire.
En 1855, le nom de Zoutpansbergdorp fut changé pour prendre celui de Stefanus Schoeman et s'appeler Schoemansdal.
En 1867, Schoemansdal, devenu un village fortifié pour résister aux assauts des guerriers Vendas du chef Makhado (1840-1895), était évacué par les Boers. Le chef Makhado avait pourtant pris le pouvoir au sein de sa tribu en 1864 grâce à l'aide de fonctionnaires blancs mais il avait entrepris une politique d'expansion vis-à-vis notamment des tribus voisines comme les Shangaans. Devenu un seigneur de guerre, il parvint à s'emparer d'armes à feu et à mener une guerre contre les blancs de la région. Le gouvernement de la république sud-africaine du Transvaal envoya des troupes dans le Zoutpansberg commandé par Paul Kruger. Constatant son infériorité numérique face aux guerriers de Makhado et l'impossibilité de tenir les positions, Paul Kruger donna l'ordre d'abandonner Schoemansdal le 15 juillet 1867. Quelques fermiers, tel Joao Albassini, demeurèrent néanmoins dans la région.
La mort de Makhado en 1895 ouvrit la voie à la fondation de la ville de Trichardtsdorp (rebaptisé par la suite Louis Trichardt) le 29 novembre 1898 sur la ferme Rietvlei, à l'endroit du lopin de terres concédé à l'ancien chef boer. Les terres furent réparties entre les fermiers selon les volontés spécifiques de Trichardt.

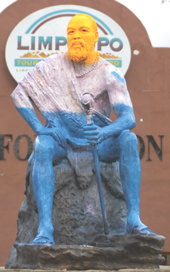
Statue de Makhado vandalisée en 2005 avec les anciennes couleurs nationales.

Ville très afrikaner et conservatrice du temps de l'apartheid, la nouvelle municipalité est aujourd'hui dominée par l'ANC même si 3 des 4 circonscriptions législatives constituant le centre historique de la ville demeurent, lors des élections générales sud-africaines de 2014, des fiefs de l'Alliance démocratique.

### Louis-Trichardt ou Makhado
En juin 2003, en même temps que les autres villes de la province, Louis-Trichardt est rebaptisé et prend le nom de Makhado mais ce choix est contesté, non seulement par les blancs et les milieux d'affaires mais aussi par certains groupes ethniques minoritaires. C'est ainsi qu'une alliance composée de 51 organisations est formée pour porter l'affaire devant les tribunaux afin d'exiger le retour au nom de Louis-Trichardt.
En septembre 2005, la Haute Cour de Pretoria rejette en première instance le recours de cette alliance contre le changement de nom. La Cour Suprême d'Appel de Bloemfontein renverse ce jugement le 29 mars 2007, annulant le changement de nom effectué en 2003 pour un vice de procédure (consultation insuffisante de la population de la ville).
Le nom officiel de la ville redevint alors uniquement Louis-Trichardt. En octobre 2012, l'appellation de Makhado fut réintroduite sans que le litige juridique soit définitivement tranché. En octobre 2014, la Haute cour de Pretoria annule de nouveau le changement de nom, la preuve n'ayant pas été apportée du consentement de la population à l’utilisation de l'appellation Makhado pour désigner l'ancienne Trichardtsdorp.

### Odonymie
| Ancien nom de rue | Nouveaux noms          |
| ----------------- | ---------------------- |
| Trichardt Street  | Songozwi street (1994) |

## Politique locale
Lors des élections municipales du 1er mars 2006, l'ANC obtint 79 % des suffrages des résidents de la municipalité contre 14 % à l'Alliance démocratique et 2 % au parti chrétien démocrate africain.

## Tourisme
Établie dans une zone où sévit le paludisme, Louis-Trichardt est située à l'écart des grandes zones touristiques. Loin de la criminalité du Gauteng, elle permet cependant d'accéder facilement à de grands parcs naturels pour y faire des randonnées.